# Dave Benton
Dave Benton (né Efren Eugene Benita, le 31 janvier 1951) est un musicien estonien.
Il voit le jour à Aruba (Caraïbes) mais part vivre aux États-Unis alors qu’il a une vingtaine d’années. Il travaille avec The Drifters, Tom Jones, Billy Ocean, José Feliciano et the Platters comme batteur et choriste.
Dans les années 1980, il séjourne aux Pays-Bas et, en 1997, rencontre sa future femme Maris qui est estonienne et part vivre en Estonie. Il a fait une carrière dans la musique en Europe du Nord et participe à la version allemande de la comédie musicale City Lights.
En 2001, il gagne le Concours Eurovision de la chanson avec Tanel Padar et le groupe 2XL grâce au titre Everybody.